# Huize Buitenzorg
Huize Buitenzorg is een Rijksmonument aan de Vredehofstraat 31 in de gemeente Soest in de provincie Utrecht. 
Het huis uit het eerste kwart van de negentiende eeuw werd in 1954 en 1957 verbouwd in opdracht van de intendant van het koninklijk Paleis Soestdijk. Hierbij werd de zolder aangepast en werd een dakkapel geplaatst op het schilddak. Ook de secretaris van koningin Juliana woonde jarenlang in Buitenzorg. Het witgepleisterde pand heeft een rechthoekige plattegrond en is gebouwd in empirestijl. In het midden van de voorgevel is een halfronde uitgebouwd portaal. Boven deze uitbouw is een balkon met smeedijzeren balustrade geplaatst. 
Tegen de rechterzijgevel is een serre gebouwd met aan de voorzijde een open portiek met schuifdeuren.

## Koetshuis
Linksachter het huis staat een voormalig koetshuis. De nok van het zadeldak staat haaks op de weg. Boven de dubbele houten deuren is een zolderluik gemaakt.